# Scopula semitata
Scopula semitata là một loài bướm đêm trong họ Geometridae.